# ジャーメイン・グリア

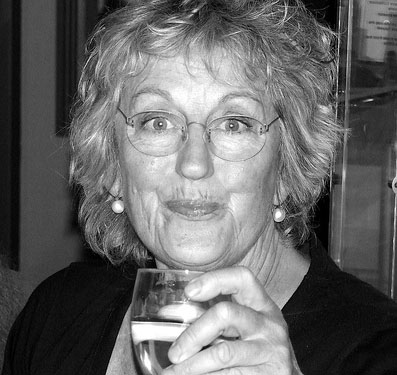
ジャーメイン・グリア(2006年)

ジャーメイン・グリア（Germaine Greer, 1939年1月29日 - ）は、オーストラリア・メルボルン生まれのフェミニスト（女性解放運動家）、作家、ジャーナリスト。 
メルボルン大学（学士）、シドニー大学（修士）、ケンブリッジ大学（博士）を卒業。
著書に『去勢された女性』（The Female Eunuch、1970年）がある。

## 関連事項
- 1994年、イギリスBBC製作のコメディ「アブソリュートリー・ファビュラス」（Absolutely Fabulous）のエピソード｢病院」(Hospital)にゲスト出演したことがある。
- スピーチの一部が、シネイド・オコナーの曲「ユニバーサル・マザー」の導入部に使われた。
- 2008年10月30日、イギリスBBC製作のパネルショー「ネバー・マインド・ザ・バズコックス」（Never Mind The Buzzcocks）にゲスト出演。